# Zoco Grande de Córdoba
El Zoco Grande fue el principal mercado que tuvo Qurtuba durante el reinado de la dinastía Omeya. 
En origen se encontraba enclavado en el barrio de Saqunda, pero tras la revuelta de 806, fue destruido junto con el resto del arrabal y trasladado por el emir Alhakén I a la zona oeste de la ciudad, junto al alcázar andalusí.
El zoco albergaba número de comercios y tenderetes para la venta de todo tipo de productos, agrupados según mercancías: perfumes, sedas, productos de alimentación, escribanías...
Según cuenta Ibn Hayyán, el 12 de julio sufrió un gran incendio que destruyó distintas zonas comerciales así como una mezquita y la Casa de Correo.". Durante la fitna, la lucha por el poder tras la muerte de los sucesores de Almanzor, el zoco (al igual que gran parte de la ciudad) es saqueado y destruido. 